# Pneumocystis jirovecii
Pneumocystis jiroveci és una espècie de fong ascomicot de l'ordre dels pneumocistidals (Pneumocystidales).
Parasita l'arbre respiratori del ser humà i produeix una infecció que es manifesta en molts pacients que pateixen immunodepressió. És una infecció comuna entre els afectats per la síndrome d'immunodeficiència adquirida (SIDA). Avui en dia, entre els pacients infectats pel virus de la sida la infecció per P. jiroveci és menys freqüent a Europa i Nord-amèrica pel desenvolupament dels fàrmacs antiretrovirals, que permet pautes de tractament que controlen la multiplicació vírica.
En un principi es va pensar que aquest germen era un protist. No se'l classificà com a fong fins que el desenvolupament de les tècniques moleculars d'anàlisi filogenètica permeteren identificar-ne l'ADN com a pertanyent a un fong ascomicot.

## Infecció
Aquest fong es desenvolupa en el teixit parenquimàtic dels pulmons sense produir símptomes, però és capaç de produir una infecció quan hi ha un defecte de les defenses immunològiques. Causes que alteren les defenses immunitàries fins a un grau incapaç d'erradicar el P. jiroveci són la SIDA i l'administració de fàrmacs antitumorals. El quadre patològic que produeix no és molt específic, però presenta símptomes clínics de pneumònia, tos sense expectoració, disnea, febre, perduda de pes, tremolors, expectoració amb sang (rara) i infiltració bilateral en la radiografia de tòrax. En l'examen físic els símptomes no són molt específics, però es troba increment en el ritme respiratori i cardíac. El diagnòstic es realitza amb la visualització de P. jiroveci mitjançant tincions en mostres de secrecions bronquials obtingudes mitjançant rentat broncoalveolar (LBA, BAL en anglès). A vegades s'observa el germen en mostres d'esput, però aquest tipus de mostra té una sensibilitat molt baixa. Les tincions emprades per a visualitzar al germen són molt diverses: tinció de Giemsa, blau de metilè, tinció de Gomori, tinció d'immunofluorescència directa.
El tractament de la infecció es realitza amb trimetoprim-sulfametoxazol (co-trimoxazol). En cas de fracàs terapèutic, el tractament alternatiu d'elecció és l'ús de pentamidina o atovaquone.

## Nomenclatura

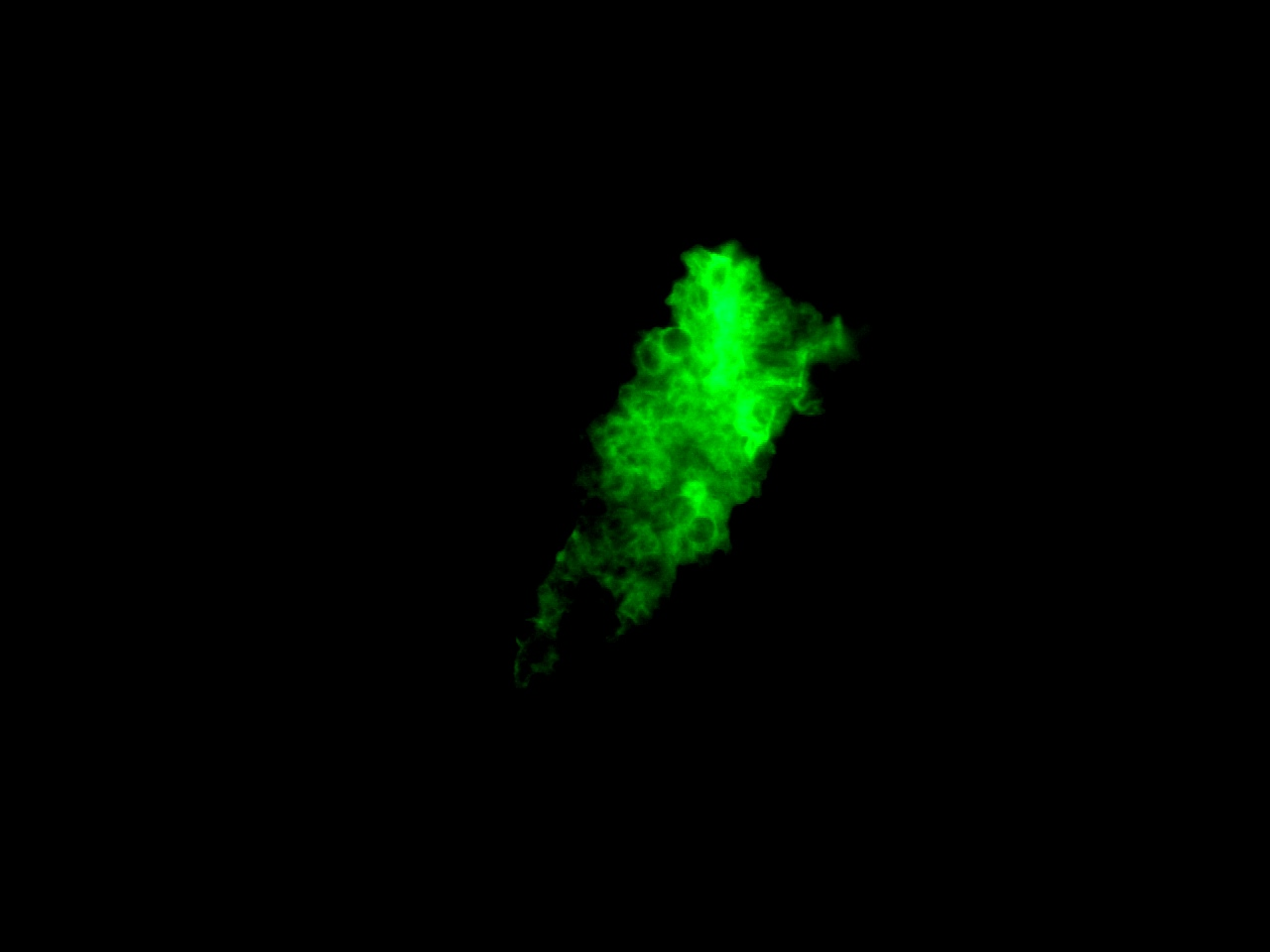
Microscopy image of Pneumocystis jirovecii

El nom P. jiroveci, per a distingir l'organisme trobat en humans d'altres variants de Pneumocystis, va anar inicialment proposat en 1976 en honor del bacteriòleg txec Otto Jirovec, que va ser qui originalment va descriure la pneumònia per Pneumocystis en humans en 1952. Posteriorment l'anàlisi d'ADN va demostrar diferències significatives en la variant humana, la proposta del canvi de nom va ser realitzada en 1999; P. carinii descriu l'espècie trobada en rates.